# 荒浪和沙
荒浪和沙（日语：／ Aranami Kazusa，1988年4月18日—），日本女性聲優。千葉縣出身。隸屬BloomZ (現任CEO)。身高160cm。B：85cm、W：60cm、H：85cm

## 人物
- 喜歡跟動物玩
- 本人誇口說道：「能喝一升日本酒」，相當的酒豪，配音工作時經常不穿胸罩，理由是不穿胸罩有利於發出更廣域的聲音。

## 出演作品
※粗體字為主要角色

### 電視動畫
2008年
- 淘氣小親親（女子生徒、女子学生、披露宴の客）
- おでんくん
- 女神異聞錄3

2009年
- 肯普法（會計）

2010年
- 世紀末超自然學院（女子高生）
- 夢色蛋糕師（護士）

2011年
- 人家一點都不喜歡啦！（近藤繭佳）
- Rio RainbowGate!（珍）
- 迴轉企鵝罐（夏芽萬里夫）

2013年
- 初音島III（五條院巴）
- 噬血狂襲（女性）

2014年
- 鐵金剛少女Z（克蓮達〈金剛飛天神〉）
- 火星異種「阿聶克斯一號篇」（女性秘書）

2015年
- 庭球社 第6期（園兒3）

2016年
- 粗點心戰爭（男孩子）
- 爆音少女！！（猿山老師）
- 少年女僕（天氣播報員）
- 初戀怪獸（學生）
- 天真與閃電（熊谷老師、女學生）
- 魔裝學園H×H（胡桃澤桃）
- 我太受歡迎了，該怎麼辦？（販賣者、學生、紅寶石）

2017年
- 昭和元祿落語心中－助六再現篇－（女性、園兒、看護師、觀眾、客人、女子、遊女）
- 喵咪days（嵐[1]、老師、體操姐姐）
- 末日時在做什麼？有沒有空？可以來拯救嗎？（菈恩托露可·伊瑟利·赫斯托利亞）
- 辣妹與我的第一次（上坂步美）
- 國王遊戲 The Animation（桃木遙香）
- 我的女友是個過度認真的處女bitch（女演員）

2018年
- 昴宿七星（公會成員）
- 邪神與廚二病少女（遊佐）
- CONCEPTION（法倫[2]）
- 我喜歡的妹妹不是妹妹（水無月櫻[3]）

### Drama CD
- 琉璃色輪廻

### 廣播
- スターチャイルドドリーム in神戸 2008スペシャル（CRK：嚮導）
- あいまいなオカピ（OBC：助理主持人）
- おしゃべりやってまーす（K'z Station：2011年1月 - ）

#### 遊戲
- 紅線DS（カレン）
- 紅線destinyDS
- Star Plus One!（日语：スタプラ!）（Falsetto ver.1.0）
- 鐵金剛少女Z ONLINE（日语：ロボットガールズZ#ゲーム）（克蓮達〈金剛飛天神〉）
- 絕對絕望少女 槍彈辯駁Another Episode（空木言子）
- 問答RPG 魔法使與黑貓維茲（キナリ）
- 碧藍航線（亞特蘭大，雷，佩內洛珀）

### 電影
- 劇場版 カンナさん大成功です!
- 小電影『呪いの妖面』（ひろこ）※第1話『五寸釘』
- 女子中学生（編みメーションパートpart声）

### Narration
- 音筆檢定（橫濱動物園Zoorasia）

### 活動
- 東京ゲームショウ2008「ゲームポットの“声”騒ぎ」

### 音乐CD
- アリアリ未来☆

### 其他
- 姓名CD系列第1彈｢佐藤さんCD｣
- 姓名CD系列第2彈｢鈴木さんCD｣
- 姓名CD系列第3彈｢高橋さんCD｣

## 外部連結
- 荒浪和沙（BloomZ） （页面存档备份，存于）
- 荒波じゃなくて、荒浪です！ - （旧BLOG）
- 荒波じゃなくて、荒浪です！ （页面存档备份，存于） - （BLOG）
- 荒浪和沙 (kazusa_aranami)的X（前Twitter）